# Todos Somos Um
Todos Somos Um é o segundo cd da banda gaúcha Chimarruts. Foi lançado em 2003.

## Faixas
| N.º | Título                     | Duração |  |
| 1.  | "Terapia Solar"            |         |  |
| 2.  | "Som do Gueto"             |         |  |
| 3.  | "No Vai e Vem das Ondas"   |         |  |
| 4.  | "Enquanto Eu Dormia"       |         |  |
| 5.  | "Semear o Amor"            |         |  |
| 6.  | "Pitanga"                  |         |  |
| 7.  | "Saber Voar"               |         |  |
| 8.  | "De Raiz"                  |         |  |
| 9.  | "Eu Não Sei Dizer"         |         |  |
| 10. | "Nem Todo Dia é Como Hoje" |         |  |
| 11. | "Mãe Terra"                |         |  |
| 12. | "Deixa Chover"             |         |  |
| 13. | "Nativa do Mar"            |         |  |
| 14. | "Todos Somos Um"           |         |  |